# Бєлов Микола Сергійович
Микола Сергійович Бєлов (рос. Николай Сергеевич Белов; 13 серпня 1987, м. Москва, СРСР) — російський хокеїст, захисник. Виступає за «Нафтохімік» (Нижньокамськ) у Континентальній хокейній лізі. 
Виступав за «Капітан» (Ступіно), «Динамо» (Москва), «Рубін» (Тюмень), «Нафтовик» (Леніногорськ). 
У складі національної збірної Росії учасник чемпіонату світу 2011 (6 матчів, 0+0).